# 近鉄道路

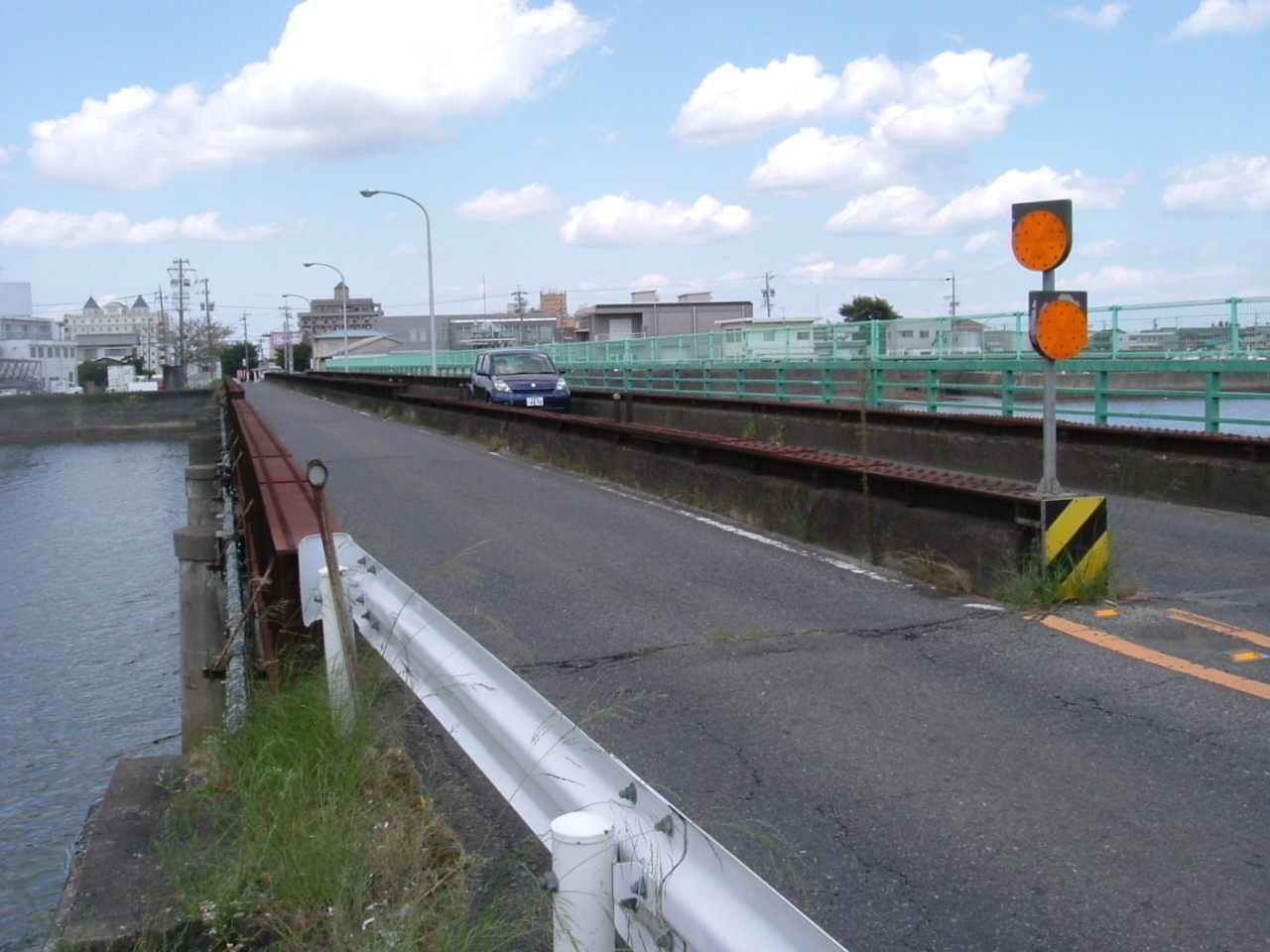
津興橋（掛け替え工事開始以前）。鉄橋（プレートガーダー橋下路方式）を転用している。（2009年（平成21年）9月12日撮影）

近鉄道路（きんてつどうろ）は、三重県津市から松阪市へ至る市道・県道に付けられた愛称、俗称。
1961年1月（昭和36年）廃線となった近鉄伊勢線の敷地跡を、道路として利用したことに由来する。

## 概要
正式名称ではないので、距離や起点終点などは不詳。国道23号（伊勢街道）と、国道166号に概ね平行している。
伊勢線の起点だった江戸橋駅周辺は再開発されているが、津駅東口（栄町三丁目交差点）のカーブに線路の面影がある。安濃川鉄橋は撤去され、塔世橋南詰から雲出大橋北付近まで約9kmにわたって市道が整備されている。
松阪市との境界である雲出川の鉄橋は水道橋に掛け替えられ、周辺は廃道となっているため国道か県道413号を迂回する必要がある。
松阪市内の市道は、小舟江町から近鉄山田線 松ヶ崎駅付近に至る約4km（途中の三渡川は橋が無く国道を迂回）が整備され、さらに県道756号となって新松阪駅があった黒田町交差点に至る約5kmが、伊勢線の跡にあたる。
県道756号はJR紀勢本線 徳和駅を経て櫛田川左岸の山下町に至るが、この約5kmは対岸の県道37号（参宮道路）ほかの約13kmと共に、1942年（昭和17年）に廃止された関西急行鉄道（近鉄の前身）新松阪 - 大神宮前間にあたる。
近鉄道路は全体にわたり、片側1車線でよく整備されている。これは、参宮急行電鉄（→関西急行鉄道→近畿日本鉄道）による買収後単線化されたものの、伊勢電気鉄道による開業時は複線であり、複線分の用地が残っていたからである。もとが鉄道の路線であったので、津市内や松阪市内の一部を除いて曲線（カーブ）もほとんど無く、その点では高規格と言える。
また、松阪市北部では近鉄やJRと立体交差する関係から、盛り土部分が連続し、一般道路とも立体交差している。旧駅付近の側道や接続する道路の配置、ホーム跡、緩やかなカーブなどがかつての鉄道線の面影を残している。

## 歴史
1960年代頃は、津市内と松阪市内は自動車が通行できる道路として整備されていたが、それ以外の箇所では整備が進んでおらず、簡易舗装で、しかもそれが傷んで穴だらけという状態であり、一部は橋梁撤去や廃道とされた。松阪市内の近鉄山田線や国鉄（当時）紀勢本線や名松線との立体交差部分も、伊勢電気鉄道時代の鉄橋（単線）をそのまま道路に転用された。
1970年代になって、市道・県道として整備が進められ、立体交差部分の橋梁も架け替えられて、併走する国道23号線の補助的役割を果たす重要な路線となった。

### 津興橋
1930年（昭和5年）に津市の岩田川に架けられた鉄道橋は伊勢線最大の遺構であった。廃線後の1961年（昭和36年）にプレートガーター橋に舗装し道路橋（津興橋：つおきばし）として架橋から85年以上経過した2019年（令和元年）12月24日まで使用されていた。
2015年（平成27年）の時点で老朽化や耐震対策などを理由に調査を実施し、架け替えの方針を決定。翌年に大規模修繕・更新事業として着手。経済性などを総合的に踏まえ、津市が事業費約36億円をかけ、橋を取り壊して架け替えることを発表した。
通行止めによる周辺道路の渋滞発生防止の為に従来の橋を迂回する仮設橋が設置された。2026年（令和8年）に架け替え完成予定である。

## 通過する市町村
- 津市 - （旧三雲町） - 松阪市

## 接続道路
- 国道23号
- 三重県道114号上浜高茶屋久居線
- フェニックス通り